# Katō Chikage
Katō Chikage (加藤 千蔭), également Tachibana Chikage (橘 千蔭); 3 mars 1735 - 21 octobre 1808, est un poète et théoricien japonais de la littérature.
Fils du poète Katō Enao, il est d'abord formé par son père puis est élève de son ami Kamo no Mabuchi. Après la mort de ce dernier, il devient directeur de l'école du kokugaku à Edo. Un recueil de ses poèmes waka paraît en 1802 sous le titre Ukeragahana (うけらが花). En outre, il travaille également en tant que calligraphe. Jusqu'en 1788, il occupe comme son père avant lui, le poste de yoriki au conseil municipal (Machi-bugyō) d'Edo.
Mais ses œuvres majeures sont des commentaires sur les œuvres de la littérature japonaise telles que le Man'yōshū, le Genji monogatari et Ise monogatari. Il réalise par ailleurs des copies manuscrites du Genji monogatari et du Utsuho monogatari (宇津保物語).

## Source de la traduction
- (de) Cet article est partiellement ou en totalité issu de l’article de Wikipédia en allemand intitulé « Katō Chikage » (voir la liste des auteurs).
- Notices d'autorité :   - VIAF
  - ISNI
  - IdRef
  - LCCN
  - GND
  - Japon
  - Pays-Bas
  - WorldCat